# Jean Plaskie
Jean Plaskie (Haren, 24 augustus 1941 – Strombeek-Bever, 18 september 2017) was een Belgisch voetballer. Hij speelde in zijn loopbaan als voetballer voor slechts één club, en dat was RSC Anderlecht. Hij voetbalde ook 33 keer voor het Belgische nationale elftal.

## Carrière
Jean Plaskie begon bij de jeugd van Haren te voetballen samen met zijn broer. Plaskie was een grote en sterke middenvelder die aanvallend was ingesteld en daar hielden de scouts van RSCA van. Hij ging naar Anderlecht, in tegenstelling tot zijn broer die stukken beter was, maar eerst zijn legerdienst moest afmaken. Later had RSCA geen interesse meer in hem. Intussen was Jean al volop bezig bij RSCA. Hij maakte in 1959 op 18-jarige leeftijd zijn debuut bij het A-elftal, maar verzeilde al gauw op de bank en uiteindelijk zelfs bij de reserven. Er leek geen toekomst bij Anderlecht weggelegd voor Plaskie, die op het punt stond de club te verlaten. Maar wanneer Martin Lippens in de verdediging met een blessure uitviel, werd Plaskie zijn vervanger. Een slimme zet want Plaskie bleek een uitstekende verdediger te zijn. Plaskie besloot dan maar om RSC Anderlecht toch niet te verlaten.
In 1962 speelde hij voor de eerste keer landskampioen met Anderlecht. Het zou niet de laatste keer worden dat hij kampioen speelde met Anderlecht, want de club domineerde in de jaren 60 het Belgische voetbal. Plaskie won de titel uiteindelijk nog 5 keer.
Als verdediger werd Plaskie een vaste waarde en hij speelde in totaal dan ook 33 keer voor de Rode Duivels. Helaas betekende dit niet dat de carrière van de Anderlecht-speler van een leien dakje liep. Sportief verliep alles vlot, maar zijn relatie met de club vertroebelde. Plaskie ging in de clinch met collega's, deed moeilijk rond zijn salaris en dreigde meermaals om de club te verlaten. Maar door zijn goede vriendschap met Paul Van Himst bleef hij bij de club.
In 1971 begon hij aan het nieuwe seizoen onder coach Georg Kessler. Lang duurde het seizoen niet voor Plaskie, want de verdediger raakte geblesseerd en kreeg ruzie met de coach omdat deze vond dat Plaskie slecht had gespeeld in een match tegen een Poolse ploeg. Plaskie gaf hem ongelijk en verliet de club. Hij besloot uiteindelijk om zijn carrière als voetballer te beëindigen. Jean Plaskie speelde ongeveer 12 jaar, van 1959 tot 1971, voor de eerste ploeg van RSC Anderlecht.